# Římskokatolická farnost Slavkov u Brna
Římskokatolická farnost Slavkov u Brna je územní společenství římských katolíků s farním kostelem Vzkříšení Páně ve Slavkově u Brna ve slavkovském děkanství.

## Historie farnosti
Nejstarší písemná zmínka o Slavkovu se nachází v listině z 12. května 1237, ve které král Václav I. potvrzuje řádu německých rytířů jejich statky. Fara náležela od 13. století řádu německých rytířů a to i po ztrátě zdejší komendy. Katolické náboženství, které dřívější vrchnosti podporovala, začalo upadat od chvíle, kdy slavkovské panství zástavním právem získal rod Kouniců. Ještě roku 1506 se zde připomíná katolický farář Jan Kropáč a roku 1527 katolický kněz Martin Kettnar. Dále až do protireformace není známa katolická duchovní správa. Ta byla obnovena až roku 1623, od kdy jsou známa jména všech dosavadních duchovních správců.
Po obnovení katolické duchovní správy byly spravovány ze Slavkova tyto bývalé farnosti: Křenovice, k nimž patřily Hrušky, Vážany nad Litavou do roku 1658, Letonice v letech 1648–1659, Křižanovice do roku 1639, kdy zde byla obnovena duchovní správa, jež trvala do roku 1650 a pak opět byly pod farností Slavkov, dále Kobeřice a Nížkovice do roku 1650 a od roku 1672–1690. Roku 1699 byla znovu zřízena duchovní správa v Křižanovicích a byly k ní přiděleny Kobeřice, Nížkovice a Rašovice. V roce 1908 byla nově zřízena fara v Křenovicích k níž byly přifařeny Hrušky. Od toho roku ke slavkovské farnosti patří Slavkov, Heršpice, Hodějice a Němčany. 

## Duchovní správci
Farářem zde byl od 1. ledna 1998 R. D. Mgr. Milan Vavro.
Jako farní vikář působí od roku 2014 ThLic. Stanislav Pacner, Th.D. V létě roku 2023 byl farářem ustanoven R. D. ICLic. Mgr. Jiří Janoušek.

## Bohoslužby
| Kostel               | Místo          | Bohoslužba (den)          | Hodina                                                                            | Poznámka        |
| -------------------- | -------------- | ------------------------- | --------------------------------------------------------------------------------- | --------------- |
| Vzkříšení Páně       | Slavkov u Brna | neděle úterý pátek sobota | 9.00,18.00 (školní rok),19.00 (prázdniny) 18.00 (pro děti) 18.00 7.30 na ohlášení | farní kostel    |
| svatého Matouše      | Heršpice       | neděle čtvrtek            | 11.00 17.00                                                                       | filiální kostel |
| svatého Bartoloměje  | Hodějice       | neděle pátek              | 11.00 18.00                                                                       | filiální kostel |
| svatého Antonína     | Němčany        | neděle středa             | 9.30 18.00                                                                        | filiální kostel |
| Panny Marie Bolestné | Němčany        |                           | První neděle květen až říjen 9.30 všechny neděle v květnu a v září 9.30           | kaple           |

## Kněží pocházející ze slavkovské farnosti
Přehled kněží pocházejících ze slavkovské farnosti od roku 1918 do současnosti (uvedeno datum a místo primice):
- Dominik Kučera (7. 7. 1918, Slavkov u Brna)
- Ladislav Matyáš (14. 7. 1918, Slavkov u Brna)
- Stanislav Stejskal (1926, Němčany)
- Antonín Šujan (7. 7. 1935, Němčany)
- Stanislav Kovařík (1936, Němčany)
- Antonín Němčanský (1942, Hodějice)
- Jaroslav Novotný (1948, Slavkov u Brna)
- Vladimír Novotný (1950, Slavkov u Brna)
- Oldřich Dočekal (1971, Němčany)
- Oldřich Divácký (1985, Slavkov u Brna)
- Jindřich Kotvrda (10. 7. 1988, Slavkov u Brna)
- Vít Rozkydal (3. 7. 1999, Hodějice)
- Oldřich Chocholáč (17. 7. 2004, Slavkov u Brna)[3]
- Martin Kohoutek (7. 7. 2012, Hodějice)[4]

## Aktivity ve farnosti
Dnem vzájemných modliteb farností za bohoslovce a bohoslovců za farnosti brněnské diecéze je 10. listopad. Adorační den připadá na 10. listopad.
Každoročně se zde koná tříkrálová sbírka. V roce 2016 se při sbírce ve Slavkově vybralo 131 669 korun, v Heršpicích 21 150 korun, v Hodějicích 22 988 korun a v Němčanech 21 158 korun.  Výtěžek sbírky v roce 2019 dosáhl ve Slavkově u Brna 163 249 korun, 28 686 korun v Heršpicích, v Hodějicích 27 025 korun a v Němčanech 27 856 korun. 
Pravidelně při bohoslužbách vystupuje farní sbor a schola. Varhanickou službu vykonává 5 žen a 3 muži. Výuka náboženství probíhá na faře. Od školního roku 2011/2012 je v prostorách stávající MŠ Malinovského ve Slavkově u Brna zřízena Křesťanská mateřská škola Karolínka, která je otevřená všem dětem. Ministranti se mimo služby při bohoslužbách setkávají také na ministrantských schůzkách. Pravidelně se schází společenství mládeže, rodin i seniorů. Farnost vydává čtyřikrát ročně časopis Urbánek. Ten má jméno podle kaple sv. Urbana, která se nachází na kopci nad městem.
Od opravy kostelních hodin v roce 2000 farnost pravidelně poslední kalendářní den v roce pořádá komentované prohlídky kostelních hodin a zvonů.
Farnost se pravidelně zapojuje do projektu Noc kostelů.
O prázdninách se pořádají společné dovolené rodin.